# Martin Creed

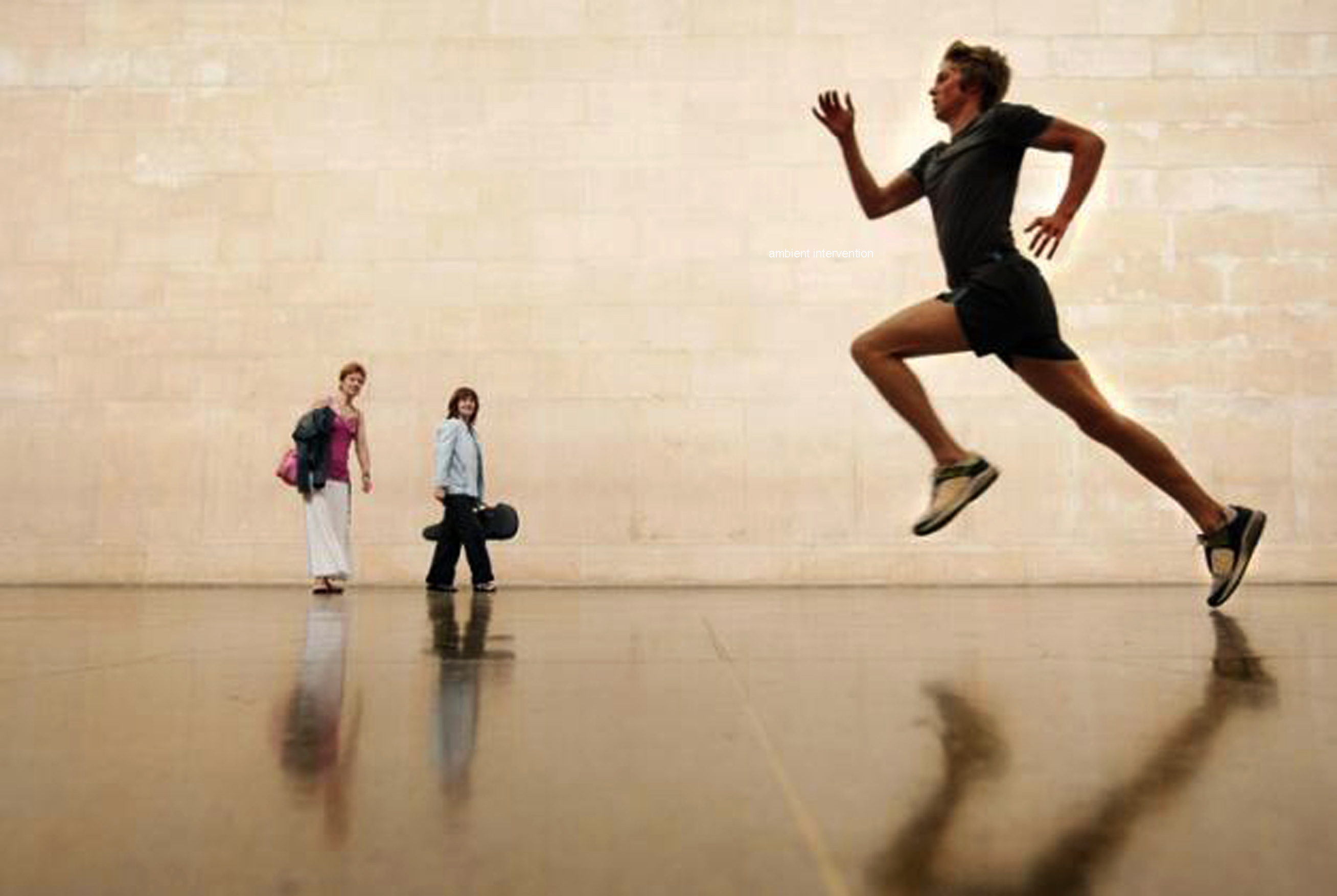
Work No. 850, atleta corriendo en la Tate Britain

Martin Creed (Wakefield, 21 de octubre de 1968) es un artista británico ganador del Turner Prize en 2001.

## Biografía
Creció en Glasgow y estudió arte en la Slade School of Fine Art de Londres de 1986 a 1990. 
Ha numerado sus obras desde 1987 y la mayoría de sus títulos se relacionan muy directamente con el contenido de la obra en cuestión, por ejemplo Work No. 79, some Blu-tack kneaded, rolled into a ball and depressed against a wall (1993) es exactamente lo que describe: una pieza amasada de blu-tack, enrollada en una bola y presionada contra una pared. En sus obras, además de materiales tradicionales como la pintura, usa luces, cables…
Actualmente vive en Alicudi, Italia.